# Sidi Abdellah El Ghazouani
Sidi Abdellah El Ghazouani (سيدي عبدلله إلغزواني) est un des sept saints de Marrakech. Honoré le dimanche et connu localement sous le nom de « Moul El Ksour », il est enterré dans le quartier des ksours, à l'ouest de la médina de Marrakech.

## Biographie

### Enfance et éducation
Abdallah El Ghazouani est un saint jbala , originaire de la tribu Ghazouane à Chaouia
Il voit le jour au nord du Maroc à Ksar El Kebir avant de passer son enfance à Fès. Il se rend à Grenade pour suivre les enseignements théologiaues de Cheikh Abou Al Hassane Ali Saleh Al Andaloussi. Ils rentèrent ensemble à Fès où El Ghazouani se mit au service de la Zaouia de ce cheikh avant d'être autorisé à aller à Marrakech. Il y devient disciple de Sidi Abdelaziz Tebbâa, autre membre des sept saints. Passionné de techniques hydrauliques et agricoles, il sera responsable des jardins de la Zaouia. Dix ans plus tard, il quitte la ville ocre pour retourner à Ksar El Kebir où il construit une première Zaouia puis une seconde à Ben Idder à proximité de Jbala.

### Conflit avec les watassides
Ses zaouias et son enseignement le rendirent célèbres, ce qui agaça le sultan watasside de l'époque Mohammed ach-Chaykh qui l'arrêta alors qu'il se trouvait à Tahanaoute et le fit emprisonner à Fès en 1513. Ses geôliers firent savoir au sultan qu'il s'agissait d'un homme de foi et qu'il n'avait aucune ambition politique. Celui-ci le fit libérer, s'excusa auprès de lui et l'invita à rester à Fès. El Ghazouani accepta et fonda une Zaouia à Bab Ftouh. Cependant, ses relations avec les watassides ne s'améliorèrent pas. Le prince du sultan se plaindra auprès de ce dernier quand Al Ghazouani aida à construire un canal de Oued-el-Leben à Fès afin de permettre aux habitants de cultiver leurs terres. En 1518, Al Ghazouani décida de quitter Fès pour Marrakech sous contrôle des Saadi, prédisant alors que «son départ serait celui des wattassides», faisant référence à la montée en puissance des Saadiens.

### Retour définitif à Marrakech
El Ghazouani y passe les neuf dernières années de sa vie, respecté et adulé. Il y fonde sa zaouïa en 1519 dans le quartier des Ksour près de la mosquée Mouassine qui lui valut son surnom de "Moul Lksour". Il y transmit son savoir théologique et son savoir-faire agricole.
En 1524, sa prédiction se réalisa. Les Saadiens prirent le contrôle de Marrakech et en chassèrent les Watassides. Sa zaouïa a joué un rôle important pour la dynastie sâadienne finançant plusieurs projets agricoles importants dans la région de Marrakech, en particulier à Tameslouht.
Il décède en 1528 à Marrakech d'une crise cardiaque et est inhumé dans sa Zaouia.

## Enseignements
Abdallah El Ghazwani a écrit sur le concept de "tariq" Muhammadiyya et a commenté les idées d'Ibn Arabi et d'al-Jili de l'absorption des saints (ou annihilation) dans l'essence musulmane (dhat) en soulignant la nécessité de son implication dans la société.